# Павлов, Пётр Трофимович
Пётр Трофимович Павлов (1917—1963) — майор Рабоче-крестьянской Красной Армии, участник Великой Отечественной войны, Герой Советского Союза (1944).

## Биография
Родился 17 ноября 1917 года в селе Малышево (ныне — Торбеевский район Мордовии). После окончания семи классов школы и школы фабрично-заводского ученичества работал токарем. В 1939 году был призван на службу в Рабоче-крестьянскую Красную Армию. В 1941 году окончил Рижское пехотное училище. С начала Великой Отечественной войны — на её фронтах.
К ноябрю 1943 года гвардии лейтенант Пётр Павлов командовал мотострелковой ротой 52-й гвардейской танковой бригады 6-го гвардейского танкового корпуса 3-й гвардейской танковой армии 1-го Украинского фронта. Отличился во время освобождения Киевской области Украинской ССР. Рота под командованием Петра Павлова приняла активное участие в освобождении села Заборье, а затем в ночь с 6 на 7 ноября 1943 года вошла в Фастов, захватив в плен более 100 немецких солдат и офицеров, а также взяв в качестве трофеев 5 артиллерийских орудий и 4 железнодорожных эшелона.
Указом Президиума Верховного Совета СССР «О присвоении звания Героя Советского Союза генералам, офицерскому, сержантскому и рядовому составу Красной Армии» от 10 января 1944 года за «образцовое выполнение боевых заданий командования на фронте борьбы с немецко-фашистскими захватчиками и проявленные при этом отвагу и геройство» был удостоен высокого звания Героя Советского Союза с вручением ордена Ленина и медали «Золотая Звезда» за номером 2130.
После окончания войны в звании майора был уволен в запас. Проживал и работал в посёлке Явас Зубово-Полянского района Мордовской АССР. Скоропостижно скончался 16 октября 1963 года.
Был также награждён орденом Отечественной войны 2-й степени и рядом медалей.